# Bobrovnik
Bobrovnik (szlovákul Bobrovník) község Szlovákiában, a Zsolnai kerületben, a Liptószentmiklósi járásban.

## Fekvése
Liptószentmiklóstól 15 km-re északnyugatra, a Szentmáriai-víztározó nyugati oldalán fekszik.

## Története
A falu a 12. században keletkezett, királyi őrök és hódvadászok alapították. 1273-ban még „Hodaz” néven említik. 1399-ben Zsigmond király Szentannai Péternek adományozza, kinek leszármazottai Bobrovniczky néven a falu birtokosai a 20. század elejéig. Birtokot szerzett még a faluban az Andaházy és a Kubinyi család is. Mai nevén 1409-ben szerepel először. 1784-ben 30 házában 201 lakos élt.
A 18. század végén Vályi András így ír róla: „BOBROVNIK. Tót falu Liptó Vármegyében, hajdan Hodásznak hívták, Bobrovniczky, Andaházy, és Kubinyi Urak bírják, lakosai katolikusok, fekszik Sz. Máriának szomszédságában, mellynek filiája. Ambár földgyének egy harmad rész soványas, ’s határja dombokon lévén nehezebben miveltetik; de mivel elegendő mezeje van, mellynek 2/3. része meglehetősen terem, és elegendő tűzre való fája is lévén, az első Osztályba számláltatott.”
1828-ban 26 háza és 207 lakosa volt, akik főként mezőgazdaságból éltek.
Fényes Elek 1851-ben kiadott geográfiai szótárában így ír a faluról: „Bobrovnik, tót falu, Liptó vármegyében, 78 kath., 129 evang. lak. Meglehetős föld; urasági csinos lakházak. F. u. Dobrovszky. Ut. post. Berthelenfalva.”
Fekete Nagy Antal szerint: „A Hodászy-, későbbi nevén Bobrovniki-, Bobrovniki Hodász- (Hodászy)- Halácsy-, mely később innen vette előnevét, Bobrovniki Zernini-, Dalmady- és Zápolyai-családok birtoka volt, bírt még ezeken kívül a Horváth-család is, de csak zálog címén. – Ma Bobrovnik falu, Trencséntől dny.-ra.”
A 20. század első felében hozzá csatolták Hliniket és Tvarozsnát, majd a Szentmáriai-víztározó által elárasztott Nezsitházát is. A trianoni békeszerződésig Liptó vármegye Németlipcsei járásához tartozott.

## Neves személyek
- Itt született 1715-ben Lukácsy János nyitrai prépost-kanonok, rozsoni választott püspök.

## Népessége
| Év:            | 1994. | 2004.   | 2014.    | 2024.   |
| -------------- | ----- | ------- | -------- | ------- |
| Emberek száma: | 158   | 143     | 126      | 123     |
| Eltérés:       |       | -9,49 % | -11,88 % | -2,38 % |

| Év:            | 2023. | 2024.   |
| -------------- | ----- | ------- |
| Emberek száma: | 124   | 123     |
| Eltérés:       |       | -0,80 % |

1880-ban 177 lakosából 150 szlovák és 14 magyar anyanyelvű volt. Hliniken 77 szlovák és 11 magyar anyanyelvű, Tvarozsnán 62 szlovák és 2 magyar anyanyelvű, Nezsitházán 77 szlovák anyanyelvű élt.
1910-ben 338 lakosából 307 szlovák és 18 magyar anyanyelvű volt.
2001-ben 154 lakosából 152 szlovák volt.
2011-ben 136 lakosából 131 szlovák volt.
2021-ben 132 lakosából 126 (+1) szlovák, (+2) ruszin, 1 egyéb és 5 ismeretlen nemzetiségű volt.